# 교호 개혁
교호 개혁(享保の改革)은 에도 시대 중기 제8대 정이대장군인 도쿠가와 요시무네가 주도한 막정 개혁이다. 간세이 개혁 및 덴포 개혁과 더불어 막부 3대 개혁으로 불린다.
당시 사용하던 연호가 교호였기에 교호 개혁이라 한다. 일반적으로 시작한 시점은 1716년(교호 원년)으로 보지만 종료한 시점은 1735년(교호 20년)과 1745년(엔쿄 2년) 등으로 여러 설이 있다.
개혁의 주요 목표는 막부 재정의 재건이었지만 문교 정책 변경, 법전 정비를 통한 사법 개혁, 에도 시정 개혁 다양한 정책이 추진되었다. 교호 개혁은 후일 다누마 시대(田沼時代)에 등장한 상업조합(株仲間) 결성 등 상업 정책의 효시가 되었으며 에도 시대 후기의 간세이 개혁과 덴포 개혁도 교호 개혁을 본따서 추진되었다. 또한 난학과 국학이 발달하는 데도 교호 개혁 때 한역된 서양 서적의 수입 완화 조치 등이 원인이 되어 가능할 수 있었다.

## 주요 개혁

### 막부 권력의 확립과 도시 정책
요시무네는 취임한 뒤 제6대 쇼군 도쿠가와 이에노부와 제7대 쇼군 도쿠가와 이에쓰구가 추진한 쇼토쿠의 치를 이끈 아라이 하쿠세키와 마나베 아키후사를 해임하고 기슈번 출신 인재를 막부 신하로 등용했다. 막부 직계 혈통이 단절된 뒤 고산케 출신으로 쇼군이 된 요시무네는 지도력을 확립하기 위해 기슈번사들을 모아 어정번중(御庭番)을 창설하여 에도 시정을 운영하고 백성들의 목소리를 듣기 위해 투고함(目安箱)을 만들었다. 또한 폐지됐던 매사냥을 부활시켰다.
에도의 시정은 미나미마치부교(南町奉行)의 오오카 다다스케가 주도했다. 마치부교와 초(町)의 기구를 개혁하는 것을 추진했는데 메이레키 대화재의 피해를 극복하고 화재를 예방하기 위해 소방조합을 창설하고 방화 건축을 장려했으며 방화 공터(火除地)를 설정하는 등의 정책을 이끌어냈다. 초의 행정을 개혁하기 위해 초다이(町代)와 나누시(町名主)를 폐지하고 지출을 줄였다. 또한 물가를 안정시키고 화폐를 보급했으며 가난하고 병든 백성을 구제하기 위해 의료 시설인 양생소(養生所)를 설립하고 각 번에도 답습도록 했다. 한편 사창, 도박, 자살과 같은 풍속을 단속하고 출판을 통제하기도 했다.

### 국가 정책 및 공공 정책
절약과 증세를 통한 재정 재건을 목표로 하고 안정적인 농정 정책을 펼치기 위해 연공을 강화하고 조세를 50%로 올렸으며 검견법(検見法)을 폐지하고 풍흉에 상관없이 일정액을 징수하는 정면법(定免法)을 제정했다. 에치고국(越後)의 석호(紫雲寺潟)나 요도강 하구를 개간하고 치수에 힘썼으며 조향(助郷) 제도를 정비했다. 다만 쌀가격을 조정하는 것에는 실패했다. 아오키 곤요에게 기근 대책으로 고구마를 구황작물로서 재배 및 연구할 것을 명했으며 조선인삼이나 카놀라유 등의 상품 작물을 장려하고 약초의 재배도 행했다. 그 외에 인구 조사, 교육 장려, 효행과 선행에 대한 포상, 벚꽃과 복숭아 조림 등을 추진했다.

## 연보
- 1717년(교호 2년): 교호금(享保金)으로의 교환 강제
- 1719년(교호 4년): 상대제령(相対済令) 반포(11년 후에 사실상 폐지)
- 1720년(교호 5년): 에도의 화재를 계기로 소방 조직 설치, 기독교와 무관한 양서의 수입을 해금
- 1721년(교호 6년): 유지금지령(流地禁止令) 반포(2년 후 폐지), 투고함(目安箱) 설치
- 1722년(교호 7년): 족고제(足高の制) 도입, 고이시카와양생소(小石川養生所) 설립, 아게마이노세(上米の制) 시행(9년 후 폐지), 정면법 도입, 에도 시내의 여섯 개 상수도 중 4개를 폐지
- 1728년(교호 13년): 조세의 세율을 40%에서 50%로 올리는 오공오민제(五公五民制) 도입
- 1730년(교호 15년): 다이묘를 대상으로 매미령(買米令) 반포(다음 해에는 오사카 상인들에게로 확대)
- 1736년(겐분 원년): 겐분 개주(元文改鋳)
- 1742년(간포 2년): 공사만어정서(公事方御定書) 제정
- 1744년(엔쿄 원년): 간다에 천문대 설치

## 영향
막부 재정을 안정시키는 데에 성공했다는 평가를 받아 이후 진행된 간세이 개혁과 덴포 개혁에서 긴축재정정책의 모범이 되었다. 하지만 증세 등 백성들의 부담을 증가시켰고 막부 창업 당시 혹은 제5대 쇼군 도쿠가와 쓰나요시 시절을 이상으로 삼아 현실과 동떨어진 정책을 펼쳤다는 비판이 있다. 실제로 교호 개혁 때 만들어진 유지금지령은 10년 만에 폐지되었다. 또한 개혁이 진행되면서 재정 재건이나 물가 대책을 위해 임시방편적인 법령을 남발하여 막부와 쇼군의 권위에 흠집을 냈고 사회 모순을 남기고 말았다.
특히 조세를 이에노부와 이에쓰구 시절의 40%에서 50%로 올린 것은 백성들에게 과중한 부담이 되었다. 이는 언뜻 보기에는 10%p가 늘어난 것이지만 이에노부 시절에는 사실상 평균 27.6% 정도의 조세를 부담했기 때문에 세율이 2배가 된 셈이었다. 여기에 정면법이 적용되어 흉작이 들어도 세금이 감면되지 않아 부담이 더욱 늘었다. 그 결과 인구가 증가하지 않고 잇키가 빈번해졌다. 이 세율은 도쿠가와 이에시게가 쇼군으로 취임한 뒤에도 유지되었지만 현장에서는 실질적인 감세가 취해졌다.
교호 개혁 때 취해진 겐분개주(元文改鋳)는 리플레이션 정책으로 일본 경제 전체에 긍정적인 영향을 주어 성공한 몇 안 되는 개주 정책으로 평가받는다.
또한 막부의 중신, 하타모토, 다이묘 사이에서 일상적으로 행해지던 뇌물 수수를 요시무네가 처음으로 단속했다. 천민층에 대해서도 거주나 복장 등에 제한을 두어 농공상과의 접촉을 금하는 등 엄격한 차별 정책을 폈다.

## 같이 보기
- 막정 개혁
- 간세이 개혁
- 덴포 개혁

## 참고 문헌
- “幕政改革の展開 〜三大改革を見直す〜” [막정 개혁의 전개 ~삼대 개혁을 다시 보다~] (일본어). NHK 고교 강좌. 2019년 12월 12일. 2013년 4월 23일에 원본 문서에서 보존된 문서. 2021년 8월 12일에 확인함.
- “幕藩体制の動揺と政治改革” [막번 체제의 동요와 정치 개혁] (일본어). NHK 고교 강좌. 2019년 12월 12일. 2021년 8월 12일에 확인함.